# Onthophagus telegonus
Onthophagus telegonus là một loài bọ cánh cứng trong họ Bọ hung (Scarabaeidae).